# WiLL Vi
WiLL Vi — субкомпактный автомобиль на базе Toyota Vitz, выпускавшийся с 2000 по 2001 год подразделением WiLL компании Toyota.

## Описание
WiLL Vi, дебютировавший в декабре 2000 года, имеет характерный стиль, сочетающий в себе элементы многих автомобилей. WiLL Vi был разработан компанией Virtual Venture Company, возглавляемой Джимом Симидзу. Уникальное заднее стекло ранее ставилось на Mazda Carol, Ford Anglia (1959—1968) и Citroen Ami. Внешний вид «нео-ретро» представлял собой период в Японии, когда автомобили приобрели стиль исторических автомобилей 1950-х и 1960-х годов (например, Nissan Be-1, Nissan Figaro, Nissan S-Cargo, Nissan Pao, Toyota Origin, Subaru Vivio Bistro и Mitsubishi Minica Town Bee). Изгиб задней части аналогичен таковому у второго поколения Renault Mégane.
Передняя подвеска — Макферсон, задняя — с торсионной балкой. Автомобиль был окрашен в ряд пастельных тонов, а пластиковые колпаки колёс напоминают песочные доллары. Одна из немногих опций — брезентовая сдвижная крыша.

В декабре 2001 года WiLL Vi был снят с производства из-за проблем с продажами.
- Вид сзади
- Модификация с брезентовой крышей

## Технические характеристики
WiLL Vi приводился в движение 1,3-литровым (1298 см3) двигателем 2NZ-FE мощностью 65 кВт (88 л. с.). Коробка передач — четырёхступенчатая автоматическая. В стандартную комплектацию входили ABS, стеклопакеты с УФ-фильтром,  кондиционер с ручным управлением, центральный замок, электрические стеклоподъёмники спереди и сзади, регулируемое по высоте кожаное рулевое колесо, трёхточечные ремни безопасности, передние подушки безопасности, система защиты от бокового удара и крепления для детских кресел. Другие опции — алюминиевые колёсные диски, навигационная система, спойлер и задние противотуманные фары.